# Andrij Melnyk (Offizier)

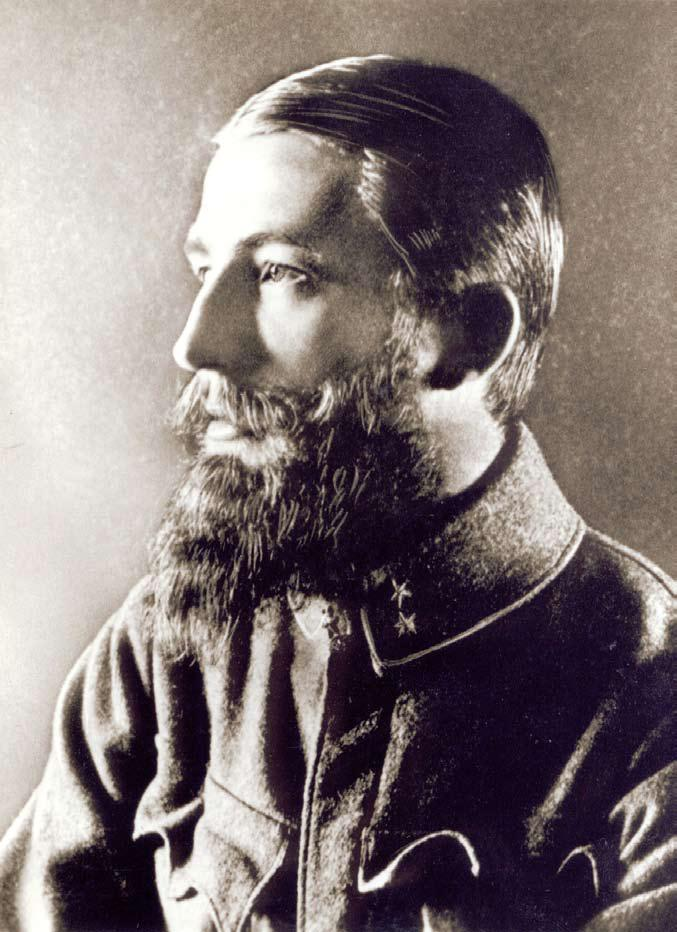
Andrij Melnyk (1914)

Andrij Atanassowytsch Melnyk (ukrainisch Андрі́й Атанасович Ме́льник, russisch Андре́й Афанасьевич Ме́льник ‚Andrei Afanassjewitsch Melnik‘; * 12. Dezember 1890 in Wolja Jakubowa, Bezirk Lemberg, Galizien, Österreich-Ungarn; † 1. November 1964 in Köln, Bundesrepublik Deutschland) war ein ukrainischer Offizier und Politiker. Er führte seit 1938 als Vorsitzender die 1929 in Wien von ihm mitgegründete Organisation Ukrainischer Nationalisten (OUN).

## Leben
Melnyk wuchs im Galizien des Habsburgerreiches auf und begann 1912 ein Studium der Landwirtschaft in Wien. Mit Beginn des Ersten Weltkrieges trat er als Freiwilliger der Ukrainischen Legion bei. Dort kämpfte er als Offizier mit seiner Einheit im Verband der österreichisch-ungarischen Armee an der Ostfront und geriet 1916 in russische Kriegsgefangenschaft. Im Gefangenenlager bei Zarizyn gelang ihm 1917 mit einer Gruppe galizischstämmiger Offiziere, der u. a. Jewhen Konowalez angehörte, die Flucht. In Kiew stellten sie ein vornehmlich aus Galiziern und Bukowinern bestehendes Bataillon der Sitscher Schützen auf. Melnyk leitete ab 1919 als Stabschef die Armee der West-Ukrainischen Volksrepublik. Als Militärattaché wirkte er von 1920 bis 1921 in Prag und Wien. Ab 1922 wohnte Melnyk in Galizien und wurde später Mitglied der Organisation Ukrainischer Nationalisten. Jedoch kam es 1940 zur Spaltung innerhalb der Gruppierung und es wurde die OUN-B (unter der Leitung Stepan Banderas) und die OUN-M unter der Führung Melnyks gegründet. Die Mannschaften der 1943 aus ukrainischen Freiwilligen aufgestellten 14. Waffen-Grenadier-Division der SS wurden vorwiegend vom Melnyk-Flügel der OUN gestellt. Die Bandera-Fraktion lehnte die Gründung der Division ab.
Ebenso wie Bandera arbeitete er mit der Abwehr der deutschen Wehrmacht zusammen, von der er den Decknamen Konsul I erhielt.
Nach dem deutschen Überfall auf die Sowjetunion im Juni 1941 wurde Melnyk von den deutschen Besatzern unter Hausarrest gestellt und später in das KZ Sachsenhausen deportiert, wo er 1944 kurzzeitig inhaftiert war. Danach wurde er in Hirschegg im Kleinwalsertal im Hotel Ifen interniert, eine Art Mischung zwischen Luxusgefängnis und normalem Hotel, in dem die Nationalsozialisten noch eine Reihe anderer prominenter Gefangener festgesetzt hatten. Im Ifen konnte Melnyk seine politischen Aktivitäten fortsetzen, indem er beispielsweise Artikel über die Geschichte der Ukraine verfasste. Anfang Mai 1945 wurde er von Soldaten der 1. französischen Armee befreit.
Er starb 1964 in einem Krankenhaus in Köln und wurde in Luxemburg beerdigt, wo er seit 1945 gelebt hatte.